# جسور مقاطعة ماديسون (رواية قصيرة)
جسور مقاطعة ماديسون (نُشرت أيضًا باسم الحب بالأبيض والأسود) هي رواية رومانسية قصيرة بقلم الكاتب الأمريكي روبرت جيمس والر، نُشرت عام 1992، وتصدرت قائمة الكتب الأكثر مبيعًا. تحكي الرواية قصة امرأة أمريكية إيطالية متزوجة (إحدى «عرائس الحرب العالمية الثانية») تعيش في مزرعة بمقاطعة ماديسون في ولاية آيوا في الستينيات. وفي أثناء غياب زوجها وأطفالها، أقامت تلك المرأة علاقة غرامية مع مصور يعمل لدى مجلة ناشونال جيوغرافيك من مدينة بيلينغهام، أثناء زيارته مقاطعة ماديسون حتى يؤلف مقالًا مصورًا عن الجسور المغطاة في تلك المنطقة. تتظاهر الرواية بأنها مستوحاة من حكاية حقيقية، ولكنها في الحقيقة رواية خيالية بالكامل. تُعد تلك الرواية من أفضل الكتب مبيعًا في القرن العشرين، إذ بيعت منها 60 مليون نسخة حول العالم. ألهمت تلك الرواية أيضًا إنتاج فيلم مكتمل الطول عام 1995، ومسرحية موسيقية عام 2013.

## خلفية
خطرت فكرة الرواية على ذهن المؤلف روبرت جيمس والر، في أوائل التسعينيات دون أن يتوقع ذلك. ففي أحد الأيام، التقط والر عدة صور لنهر المسيسيبي برفقة أحد أصدقائه عقب انتهاء ورديته في جامعة آيوا الشمالية، وبعدها قرر أن يلتقط صورًا للجسور المغطاة في مقاطعة ماديسون بولاية آيوا. استلهم والر فكرة الرواية القصيرة من تلك الحادثة إلى جانب أغنية ألفها والر قبل بضعة أعوام عن امرأة تُدعى فرانشيسكا رآها الراوي في منامه. أدرك والر بعد انتهاءه من كتابة الرواية أنه استلهم شخصية فرانشيسكا من زوجته، جورجا، التي تشبه فرانشيسكا في مظهرها.

## تحليل
يرى مارك إليوت أن رواية جسور مقاطعة ماديسون هي نسخة مُحدثة من مسرحية نويل كوارد (حياة ساكنة، 1934) التي استلهم منها ديفيد لين فكرة فيلم مصادفة عابرة (1945). يرى إليوت أن مسرحية حياة ساكنة تناقش «اليأس، والذنب، والإغراء الذي يقع فيه اثنان متزوجان عندما يقع أحدهما أو كلاهما في حب الغرباء، ثم يزنيان، ثم ينفصلان عن بعضهما للأبد». كتبت بريجيت ويكس في صحيفة نيويورك تايمز أن تلك الرواية تستقطب «متوسطي الأعمار المتضجرين من الحياة» بطريقة تشبه طريقة كتابة جيمس ميشنر فيما عدا أنها منفحتة أكثر بشأن الجنس. قارن عدة نقاد رواية جسور مقاطعة ماديسون برواية إريك سيغال (قصة حب، 1970) من حيث تسلسل الأحداث والنثر. كتب بيتر ترافرز في مجلة رولينغ ستون أن أسلوب والر معتمد على أعمال والت ويتمان، ولكنه أشبه بأسلوب بطاقة تهنئة. وصفت مجلة نيويورك تايمز الرواية بأنها مقاربة لرواية ريتشارد باخ (النورس جوناثان ليفينغستون، 1970). علقت الصحفية نيكوليت جونز (التي كانت تعمل لدى ذي إندبندنت) على تلك الرواية قائلةً أنها تذكرها بكتب الناشر ميلز آند بون، بينما وصفها أوين غلايبرمان بكونها أقرب إلى نادرة من النوادر منها إلى رواية.

## ردود الأفعال
وصفت جريدتي أورلندو سنتينل وبابليشرز ويكلي رواية جسور مقاطعة ماديسون بأنها «قوية للغاية وصادقة بمجملها». وصف الصحفي ل. س. كليب الرواية بأنها: «قصة قصيرة وقوية ومؤثرة بحكم أنها تشمل الأطراف الخشنة من الواقع» – (جريدة إنترتينمنت ويكلي). أشاد روجر إيبرت  بقصة الرواية المقنعة التي «تعلو بمستوى الفانتازيا الشائعة إلى مستوى روحي حيث يظهر فحل غريب في مطبخ إحدى ربات المنازل الهادئة ويضمها إلى ذراعيه» – (جريدة شيكاغو صن تايمز). صعدت تلك الرواية إلى قائمة نيويورك تايمز لأفضل الكتب مبيعًا في أغسطس عام 1992، ثم سلكت طريقها إلى القمة رويدًا رويدًا، وظلت على تلك القائمة لأكثر من ثلاث سنوات (164 أسبوعًا متتاليًا) حتى 8 أكتوبر 1995.

## وصلات خارجية
- Study of reader response to the novel